# 莫爾頓崗 (阿拉巴馬州)
莫爾頓崗（英語：Moulton Heights）是一個位於美國阿拉巴馬州摩根縣的非建制地區。該地的面積和人口皆未知。

## 地理
莫爾頓崗的座標為34°35′50″N 87°00′52″W / 34.59722°N 87.01444°W，該地的平均海拔高度為187米（即614英尺）。